# Julius Hatry
Pour les articles homonymes, voir Hatry.
Julius Hatry (30 décembre 1906 – 7 novembre 2000) fut un concepteur et constructeur allemand d'avions. Il est connu pour sa contribution au développement des planeurs au début du XXe siècle et pour la construction du premier avion fusée jamais construit, l'Opel-Sander RAK.1.

## Biographie

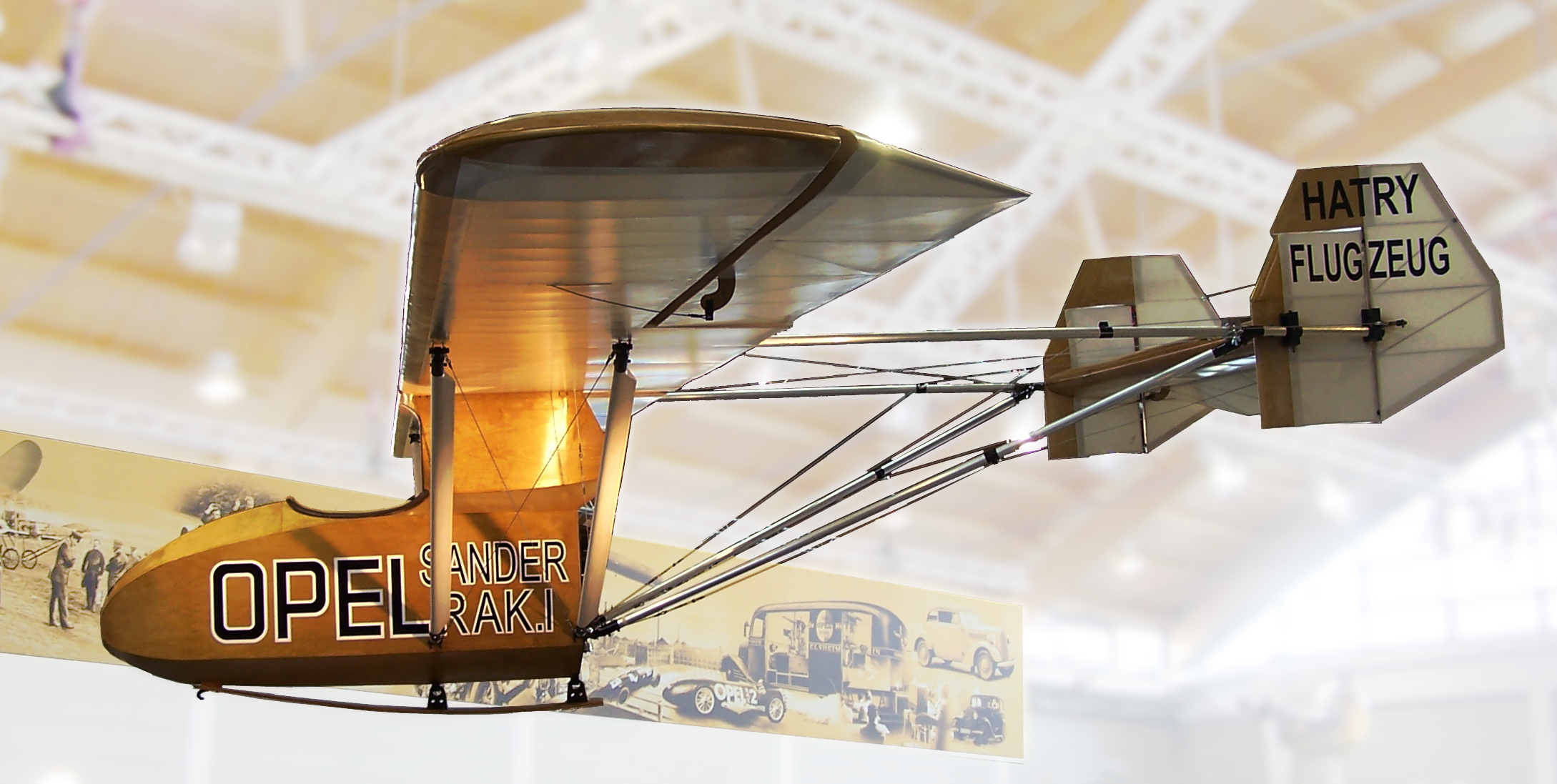
Opel-Sander RAK.1

Né à Mannheim, Julius Hatry développa un goût précoce pour l'aviation. Il adhéra à un club de vol de Mannheim en 1922 et devint un visiteur régulier du concours annuel de vol à voile qui se tenait à la Wasserkuppe durant les années 1920. Entre 1927 et 1928, il contribua à la construction du Kakadu – à l'époque le plus grand planeur jamais construit.
Alexander Lippisch et Oskar Ursinus (en) l'aidèrent à obtenir son premier contrat pour la conception d'un planeur à moteur qui ne vola jamais en raison des problèmes de moteur. Son association avec Lippisch lui permit également de participer à des expériences sur les fusées en 1928 pour Fritz von Opel. Cela conduisit von Opel à le charger de la construction d'un avion à moteur-fusée pour une manifestation publique l'année suivante, l'Opel-Sander RAK.1.
Hatry travailla dans le génie civil lorsque l'Allemagne dut être reconstruite après les ravages de la Seconde Guerre mondiale.
De 1982 jusqu'à sa mort, à Mannheim, en 2000, il fut membre actif de la Deutsche Gesellschaft für Luft- und Raumfahrt (Société allemande pour les vols aériens et spatiaux - DGLR), un groupe de recherche et de défense de l'aérospatiale.
Il est inhumé dans le Cimetière Principal à Mannheim.

## Source
- (en) Cet article est partiellement ou en totalité issu de l’article de Wikipédia en anglais intitulé « Julius Hatry » (voir la liste des auteurs).